# Arycanda
Arycanda was een oude stad in Lycië, nabij het huidige dorpje Aykiriçay in de Turkse provincie Antalya. Het is waarschijnlijk een van de oudere steden in Lycië, maar de oudste restanten die tot nu toe zijn opgegraven dateren uit de 8e eeuw voor Christus. Op de akropolis zijn de restanten van een tempel voor Helios, een bouleterion, prytaneion en een agora te bezichtigen. In de lagere stad liggen voornamelijk Romeinse restanten, zoals: nog een agora, een theater, odeon, badhuis en twee necropolissen. In beide delen van de stad zijn tevens enkele huizen opgegraven.

## Galerij

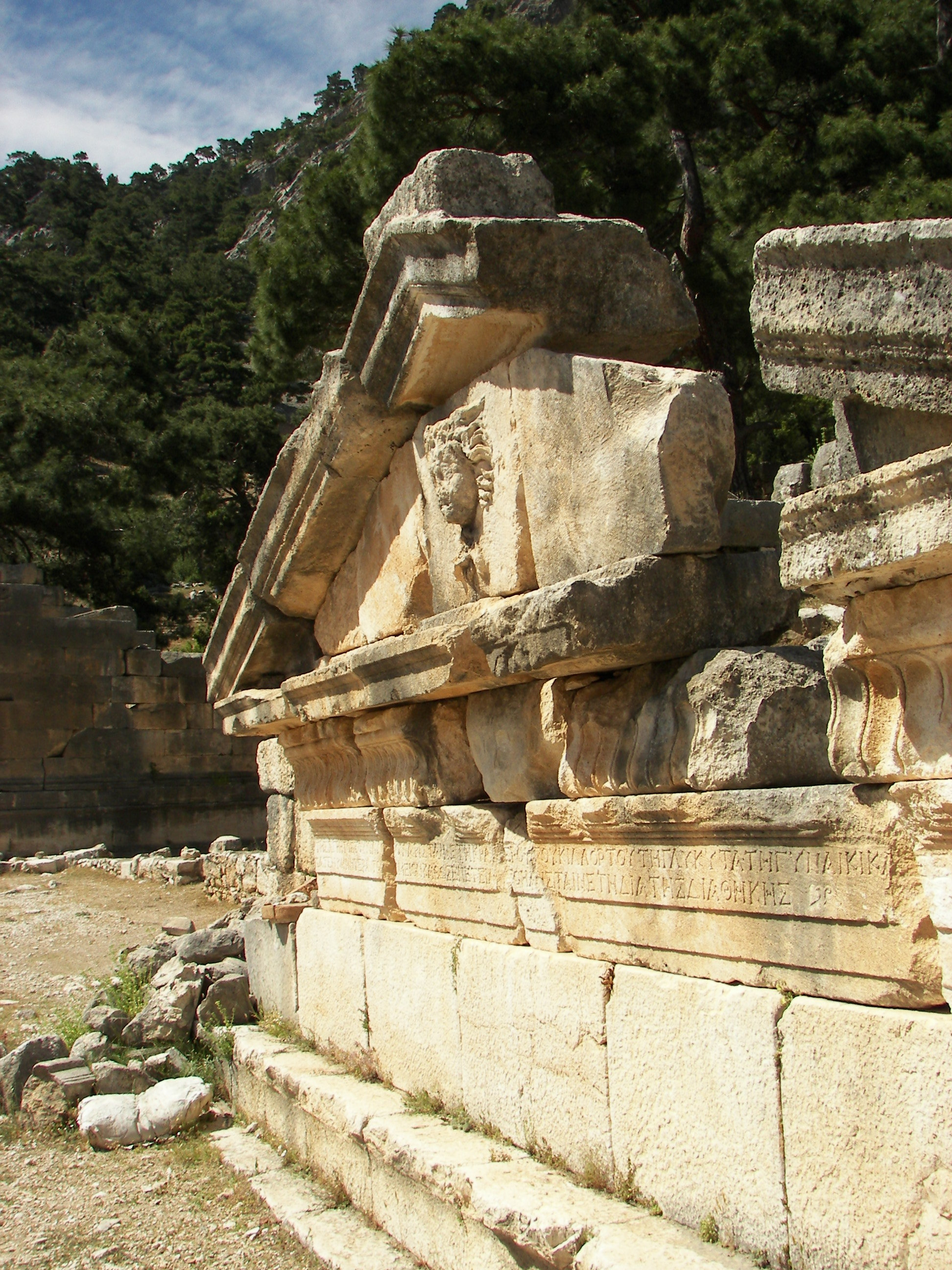
Een grafsteen in Arycanda
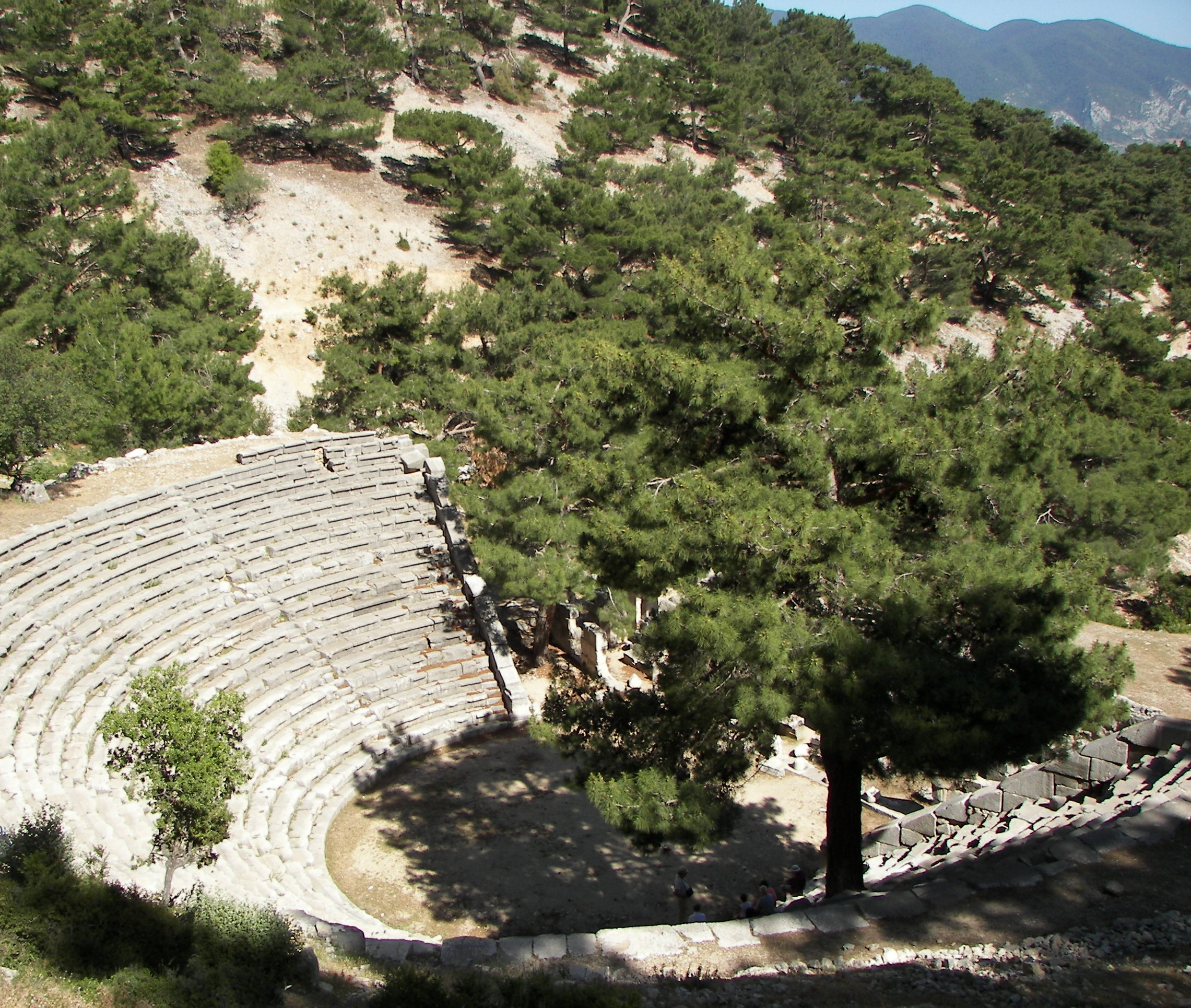
Het theater
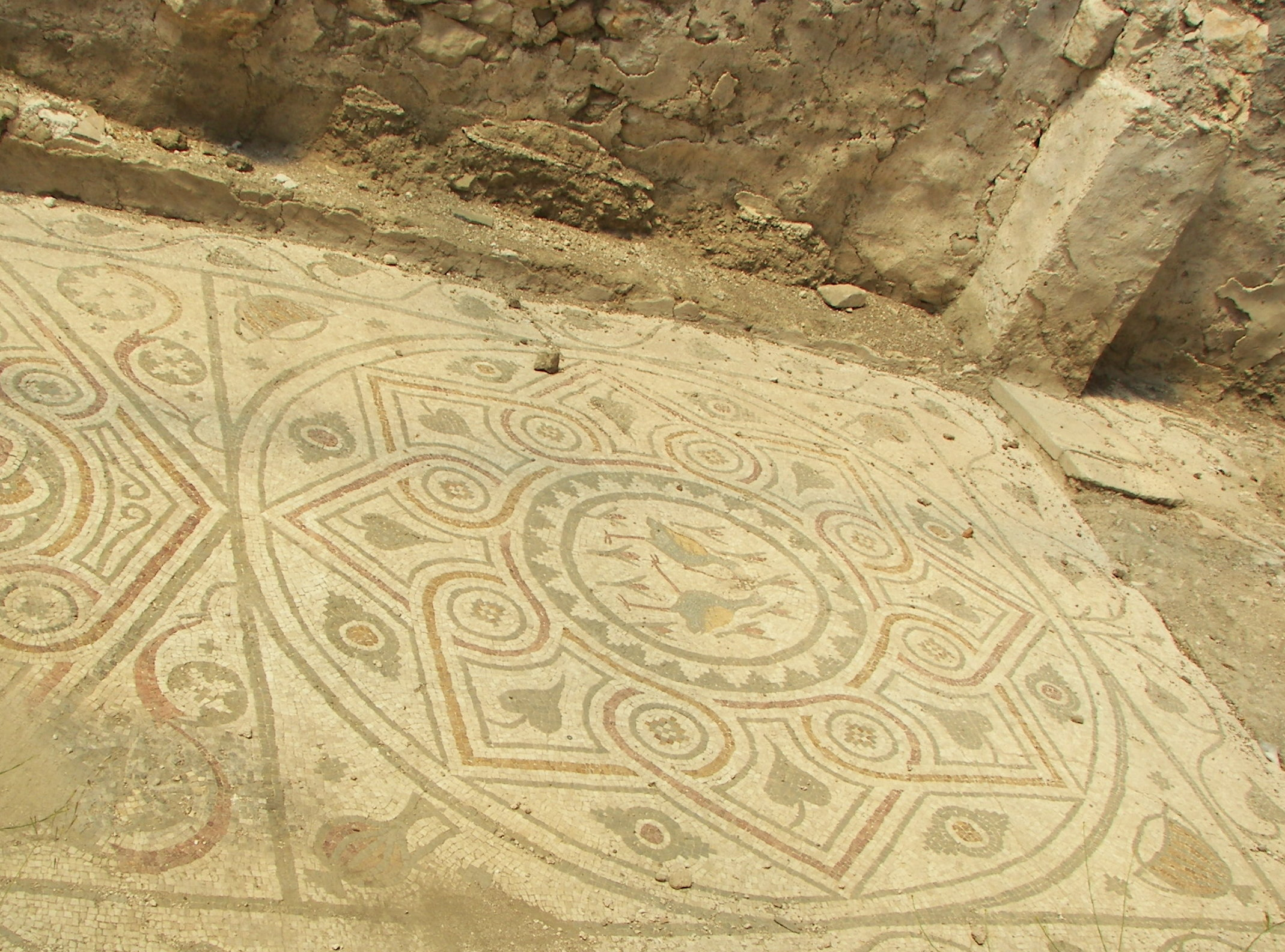
Een mozaïek in een van de opgegraven huizen.